# 응징자 (1989년 영화)
《응징자》(영어: The Punisher)는 1989년 개봉한 미국의 액션 슈퍼히어로 영화로 마블 코믹스의 퍼니셔를 영화화한 작품이다. 마크 골드블랫이 연출했고 보아즈 야킨이 각본을 썼으며, 주인공 퍼니셔 역을 돌프 룬드그렌이 맡았다.

## 줄거리
전직 경찰관 프랭크 캐슬은 5년 전 마피아에게 처자식을 잃고 복수의 화신 퍼니셔(응징자)로 각성했다. 그는 가족과 함께 사망한 것으로 위장하고 하수도에 숨어 살며, 5년간 자그마치 125명에 달하는 마피아 조직원을 사살하여 두려움을 떨쳤다. 그의 유일한 조력자는 '셰이크'라 불리는 남루한 정보원뿐이다. 경찰관 시절의 상사였던 버코위츠 형사가 퍼니셔의 정체를 프랭크로 확신하고 있지만, 전직 경찰관이 무법자가 되었다는 사실이 알려지기를 꺼리는 고위층 때문에 그의 의견은 힘을 얻지 못하고 있다.
캐슬 일가를 살해할 것을 명한 프랑코 패밀리의 두목 모레티가 5년 만에 석방되자, 프랭크가 곧바로 찾아가 그를 집째로 불태워 버린다. 모레티가 죽고 프랑코 패밀리를 이끌 사람이 없어지자 원래 두목이었던 잔니 프랑코가 돌아와서 조직을 이끄는 한편, 마피아 세력이 휘청이는 틈을 타 일본에서 온 야쿠자의 거두 다나카 여사가 프랑코 패밀리를 집어삼키려는 야심을 보인다.
다나카는 프랑코 패밀리 간부들의 자식들을 납치해 그들을 협박하는 듯하면서 함정을 파서 전부 사살한다. 프랭크는 죄가 없는 아이들을 구해달라는 셰이크의 요청으로 그들을 구하기 위해 나선다. 버스를 탈취해서 아이들이 잡힌 곳을 급습한 프랭크는, 다나카가 미리 빼돌린 잔니 프랑코의 아들 토미를 제외한 아이들을 구해내는 데 성공한다. 프랭크는 아이들을 태운 버스와 함께 경찰에 투항한다.
프랭크는 대량 살인으로 극형을 선고받을 것이 확실시되는데, 이에 버코위츠 형사가 프랭크를 회유해 보려 하지만 프랭크는 이미 자신의 삶에 미련이 없는 상태였다. 그런데 호송되던 프랭크를 프랑코 패밀리가 호송차를 습격하여 구해낸다. 잔니 프랑코는 유일하게 행방불명된 자신의 아들 토미를 구하기 위해 프랭크의 힘을 빌릴 생각이었다. 잔니가 과거 그의 가족을 죽인 것을 사과하자 프랭크는 우선 야쿠자부터 뿌리뽑고 그 다음 잔니도 죽일 것이라며 그의 협력 요구를 받아들인다.
프랭크는 잔니와 함께 야쿠자의 본거지를 급습하여 조직원들을 사살한다. 잔니가 다나카를 찾아내자 다나카는 토미를 인질로 잡으며 저항하지만, 프랭크가 던진 유리조각에 찍혀 최후를 맞이한다. 목적이 달성되자 잔니는 부상을 입은 프랭크를 죽이려 들고, 토미가 아버지를 막으려 하지만 끝내는 프랭크의 반격으로 잔니가 죽는다. 토미는 아버지를 죽인 프랭크에게 총을 겨누지만 결국 쏘지 못하고, 프랭크는 네가 아버지처럼 된다면 자신이 찾아갈 것이라는 경고를 남기고 떠나간다. 프랭크는 다시 은둔하여 어둠 속에서 기다릴 것이라고 독백한다.

## 출연
- 돌프 룬드그렌 - 프랭크 캐슬 / 퍼니셔
- 루이스 고셋 주니어 - 제이크 버코위츠 형사
- 예룬 크라베 - 잔니 프랑코
- 킴 미요리 - 다나카 히데코
- 브라이언 마셜 - 디노 모레티
- 낸시 에버하드 - 서맨사 "샘" 리어리 형사
- 배리 오토 - 셰이크
- 브라이언 루니 - 토미 프랑코
- 조슈카 미자크 - 다나카의 딸
- 래리 매코믹 - TV 아나운서
- 켄지 야마키 - 사토
- 토드 보이스 - 테론
- 히로후미 가나야마 - 토미오
- 라니 존 투푸 - 라콘
- 잔카를로 네그로폰테 - 무소
- 메이 로이드 - 줄리 캐슬
- 브룩 앤더슨 - 애니 캐슬
- 홀리 로저스 - 펠리스 캐슬
- 샤 폰테인 - 로리 실버스

## 한국판 성우진(KBS) (2000년 3월 25일)
- 신성호 - 캐슬(돌프 룬드그렌)
- 한상덕 - 버코비츠(루이스 고셋 주니어)
- 김병관 - 프랑코(예룬 크라베)
- 송연희 - 다나카(킴 미요리) / 줄리(메이 로이드)
- 성병숙 - 샘(낸시 에버하드)
- 이향숙 - 토미(브라이언 루니) / 애니(브룩 앤더슨) / 기자(로슬린 젠틀)
- 유민석 - 뉴스 아나운서(래리 맥코믹) / 경관(콜린 롱)
- 김창주 - 술집 남자(배리 오토)
- 서광재 - 마피아(도날 깁슨) / 버스 승객(아서 셔만)
- 이승주 - 모레티(브라이언 마샬)
- 오인성 - 테론(토드 보이스) / 모레티의 부하(로버트 심퍼)
- 정훈석 - 마피아(콜린 핸들리)